# Theophrasztosz
Az ereszoszi Theophrasztosz (ógörögül: Θεόφραστος, latinul: Theophrastus, Ereszosz, i. e. 371 körül – Athén, i. e. 287 körül) nagy hírű filozófus-természettudós volt, Arisztotelész utóda az athéni peripatetikus iskolában, mégpedig a kortársak beszámolói szerint méltó utóda. Tyrtamosz néven született, s később kezdték ragadványnevén (Θεόφραστος, Theophrasztosz = ’Isteni beszédű’), nevezni, a hagyomány szerint Arisztotelész nyomán, aki ezzel Tyrtamosz beszédének eleganciájára utalt, amit az ő esetében talán nem alaptalanul tartottak a görögök az éles elme jelének. De nemcsak a peripatetikusok tisztelték, hanem valószínűleg – amint Diogenész Laertiosz írja – egész Athén, ugyanis, amikor egy Agnonidész nevű haragosa istentelenség címén pert akart indítani ellene, a keletkező közfelháborodás miatt maga a vádló végül alig tudta elkerülni az ítéletet.
Növénytani művei miatt szokás „a botanika atyjának” nevezni.

## Élete
Ereszosz városában, Leszbosz szigetén született, apja, Melanthész, jómódú takácsmester volt. Miután Leszbosz szigetén Leukipposztól alapfokú filozófiai képzést kapott, Athénba ment, és Platón körének tagja lett az Akadémián. Platón halála után az Akadémián belül felszínre törtek a tagok közti filozófiai és politikai ellentétek, Theophrasztosz Arisztotelészhez csatlakozott, de Arisztotelész elköltözött Athénból, mivel az Akadémia vezetését ellenfelei ragadták magukhoz.
Valószínű, hogy Arisztotelész Theophrasztosz útmutatása nyomán, esetleg annak rokonaihoz költözött Leszboszra, miután a perzsa hódítás elől Asszoszból menekülniük kellett, és úgy véljük, Theophrasztosz követte őt sok vándorlásaiban például Arisztotelész szülőföldjére, Sztagira városába. Ez utóbbit sok minden támasztja alá, például végrendelete, melyben említést tesz egy sztageirai birtokáról, több megjegyzés a városról és annak muszeionáról. A növények természetrajza c. munkájában, azonkívül Theophrasztosz szoros barátsága Kalliszthenészszel, Arisztotelész unokaöccsével és Nagy Sándor későbbi tragikus sorsú udvari történetírójával, aki a Platón halála utáni években ekkor Sztageirában élt, s akivel valószínűleg itt találkozott.
Arisztotelész végrendeletében őt tette gyermekei gyámjává, örökül hagyta rá hatalmas könyvtárát, és műveinek kéziratait, és őt jelölte meg utódjául az arisztotelészi filozófusiskola, a Lükeion vezetői posztján, amire egyébként a rodoszi Eudémosz és a tarentumi Arisztoxénosz is pályázott, utóbbi állítólag nagyon megsértődött e döntés miatt.
Theophrasztosz a lükeioni peripatetikusok élén harmincöt évig elnökölt, Kr. e. 287-ben bekövetkezett haláláig. Vezetése alatt az iskola továbbra is fényesen működött, néha több mint 2000 tanuló oktatását végezve. Végrendeletében házát, annak kertjével és oszlopcsarnokaival együtt, véglegesen az iskolára hagyta. Theophrasztosz elismertségére híven utal az a megbecsülés, melyet iránta nagy királyok – Philipposz, Cassander és Ptolemaiosz – mutattak, és az ellene felhozott  rágalmak kudarca is. Nyilvános temetéssel tisztelték meg, és „Athén egész lakossága, feltétlen megbecsülése jeléül, elkísérte őt egész a sírjáig” (Diogenes Laërtios).
Theophrasztosz egyik tanítványa volt Menandrosz, híres görög komédiaíró (a Jellemrajzokat komédia formájában színpadra vitte). De az évezredek során sok más követőre is talált, kik írásait vagy azok stílusát utánozni próbálták, ilyenek például Hall (1608), Sir Thomas Overbury (1614-16), Bishop Earle (1628) vagy Jean de La Bruyère (1688), aki egyike volt a Jellemrajzok modern nyelvekre fordítóinak.

## Művei

Historia plantarum, 1549

13 hitelesnek tekinthető kéziratát ismerjük, a legrégebbit is halála után 1600 évvel másolták, sajnos mindegyik jelentős szövegromlást mutat. Az ókoriak írásaiból – például műveinek listájából, melyet Diogenész Laertiosz készített – kiviláglik, hogy Theophrasztosz munkássága a korabeli tudományok mindegyikére kiterjedt, és ezeknek kiváló népszerűsítője is volt. Írásai nagyban építkeztek Arisztotelész módszereire és eredményeire, sőt néhány esetben nem is tudjuk eldönteni, ezt vagy azt a művet Arisztotelész írta-e, vagy Theophrasztosz (esetleg más peripatetikus tanítvány, például Eudémosz); hisz a tanítványok sokszor kiegészítették Arisztotelész műveit, vagy azok egyes részleteit. Plinius és Agricola is hivatkozik e kéziratokra, utóbbi mint klasszikus tekintélyre.
Theophrasztosz legfontosabb ismert művei közt van két nagy botanikai tanulmánykötet, A növények természetrajza (Περὶ Φυτῶν Ιστορίας), kilenc (eredetileg tíz) könyvben, és a A növények okairól (Περὶ Φυτῶν Αἰτιῶν), hat (eredetileg nyolc) könyvben, melyek a legfontosabb botanikai művek az antikvitásban és a középkorban, s melyek alapján nevezik őt a növénytan atyjának. Jelentős részt szentel a növények gyógyhatásának, ugyanis a görög botanika az orvostudományból „leválva” lett önálló tudománnyá, eredetileg a gyógyító hatású növények ismeretét jelentette.
Töredékesen maradt fenn egy Fizika, egy A kövekről írott értekezés (Peri Lithon), egy munka Az érzékekeről, és az Airoptai című metafizikai mű, mely valószínűleg egy bővebb műnek csak az egyik része, továbbá egy logikai mű, az Analitika. Tudományos jellegű műveinek néhány kisebb töredékét J. G. Schneidernek (1818–1821), F. Wimmernek (1842–1862), ill. Usenernek sikerült összegyűjtenie, utóbbi az Analecta Theophrastea c. gyűjteményben adta ki ezeket. Legfontosabb fennmaradt töredéke a Jellemrajzok (Éthikoi kharaktéresz).
„Ne kívánd, hogy az események úgy történjenek, ahogy neked tetszik. Elégedj meg azzal, hogy a dolgok úgy történnek, ahogy éppen történnek, és akkor eléred a belső békét […] Valaki sietve mosakszik. Ne mondd, hogy rossz, hanem: sietve mosakszik. Valaki sok bort iszik. Ne mondd, hogy rossz, hanem: sokat iszik. Mert honnan tudod, hogy az rossz, még mielőtt az okot megvizsgáltad volna?”
„A legnemesebb gyógyszerek a növények.”

### A kövekről
A kövekről (Περὶ Λίθων = Peri Lithon , Kr. e. ~314), az első ismert geológiai témájú könyv. Mintegy 5000 szavas mű, az athéniak kereskedelmében szereplő ásványi anyagok és bányászati technológiák (lauriumi ezüstbányák alapján) leírásával, s például a lídiai kő használatával együtt a nemesfémek tisztasági vizsgálatában stb.
Az általa használt nevek egy része azonos értelemben máig él: alabástrom, agát, ametiszt, krizokoll(a), cinóber, kristály (kvarc), gipsz. Mások értelme a szövegkörnyezetből megfejthető: borostyán, azurit, lapis lazuli (lazúrkő – ezt kyanosnak nevezte, ami egyes filológusok szerint „kékeszöldnek”, mások szerint egyszerűen csak „sötét színűnek” fordítandó), mágnesvaskő, malachit, obszidián, auripigment, realgár. Kőzetneveinek másik felét nem sikerült értelmezni. Az alabástrom nála egyaránt jelent gipszet és kalcitot, a gipsz (güpszosz) pedig a mai gipszen kívül magában foglalja a fullerföldet és az oltott meszet. A szmaragdosz mindenféle zöld követ jelent: malachit, krizokolla. A haimatitisz, iaszpisz és szappheirosz pedig – Theophrasztosz leírása alapján – biztosan nem azonos azzal amit ma hematitnak, jáspisnak és zafírnak nevezünk.

### Jellemrajzok
Külön említést érdemelnek a Jellemrajzok (Ἠθικοὶ Χαρακτῆρες =
Éthikoi kharaktéresz). A munka tömör, élénk és találó vázlatokat tartalmaz az emberi jellemtípusokról, mellesleg pedig az akkori idők életfolyásának leírásával igen értékes kordokumentumot jelentenek. A mű az első ismert kísérlet egy rendszeres jellemírásra.
A könyvet néhányan önálló műnek hiszik, mások inkább úgy tartják, minden egyes jellemrajz külön-külön született, és csak a szerző halála után gyűjtötték és állították össze. Vannak, akik szerint a könyv egy nagyobb mű része, bár az írások stílusa ezt nem támasztja alá.

## Egyebek
A vegetarianizmus híve volt; és állítólag tőle származik a következő híres mondás: „Az idő pénz”, valamint a következő: „Színház az egész világ”. Az utóbbi az eredetihez kicsit közelebbi formában így festene: „Jegyezd meg: színdarabban szerepet kell játszanod, és a színházigazgató parancsol. Rövid szerepet szán neked vagy hosszút, nem lehet kifogásod ellene. Ha a koldus szerepét osztja ki neked, ezt kell játszanod a szerep természetéhez híven, és éppen úgy, ha nyomorék vagy az uralkodó király, vagy a gazdag magánzó szerepét nyered el. Feladatod csak ez az egy: a kiosztott szerepet játszani, éspedig jól. A szerepet más választja ki.”
Leírta a fekete és fehér borsot, az ókori körtetermesztést, ismerteti a magvetést meg a dugványozást, a sarjak ültetését meg az oltást is, megkülönböztette a vad és nemes körtefajtákat. A körtefacsemeték telepítésére a dombos erdők alsó részét ajánlotta.
Egyik töredékében a beszédfajtákat az alábbi módon osztályozza: tárgyra irányulók: a szóban forgó tárgyra összpontosítanak, és nem veszik figyelembe a hallgatót; ez a filozófusok beszédmódja; hallgatóra irányulók: céljuk a hallgatóság képzeletének felgyújtása; ez a rétorok és költők jellemző beszédmódja. Ez a felosztás – Jürgen Habermas szerint nemcsak a tudományos/költői oppozíciót írja le, de előzménye a nyelvészeti pragmatika egyik tételének, amely megkülönbözteti a kommunikáció két szintjét: az interaktív és a kognitív nyelvhasználatot (Habermas, Jürgen, 1988: Mi az egyetemes pragmatika? Nyelv, cselekvés, kommunikáció; 251–89.)
Bevezetés a növényvilágba c. munkájában kifejti, hogy az eladásra begyűjtött mirhát és tömjént először az isteneknek emelt templomokba vitték. A gyanta itt várta becsomagolva és felcímkézve a kereskedőket. A begyűjtés harmada a papokat illette, akik, úgy tűnik, rendelkeztek a kereskedelem monopóliumával.
Theophrasztosz magánkönyvtára mintegy 376 tekercsből, 238808 sorból álló gyűjtemény volt (ma ez körülbelül 10 közepes méretű könyv). Az alexandriai Muszeion egyike volt azon intézményeknek, melyek lehetővé tették, hogy a régebbi szóbeli oktatást felválthassa az írott szövegek tanulmányozása a papirusztekerccsel megrakott polcok közt. Egyesek szerint a Muszeion alapításában szerepe lehetett Theophrasztosz tanítványának, Démétriosznak.

## Magyarul
- Zeke László: Jellemrajzok. Theophrasztosz jellemrajzai nyomán
- Theophrasztus jellemrajzai; ford. Hunfalvy János; Franklin, Bp., 1880 (Olcsó könyvtár)
- Jellemrajzok; ford., jegyz. Szepessy Tibor; Európa, Bp., 1982
- Az érzékekről / Jellemrajzok; ford., jegyz. Steiger Kornél, Szepessy Tibor; Kossuth, Bp., 1995 (Görög gondolkodók)